# Lime Kiln Farm Wildlife Sanctuary
Das Lime Kiln Farm Wildlife Sanctuary ist ein 260 Acres (1,1 km²) umfassendes Schutzgebiet bei Sheffield im Bundesstaat Massachusetts der Vereinigten Staaten. Es wird von der Massachusetts Audubon Society verwaltet.

## Schutzgebiet
Im Schutzgebiet sind mehr als 500 verschiedene, darunter auch viele als selten eingestufte Pflanzenarten zu finden. Es gehört zur 14.000 Acres (56,7 km²) großen Schenob Brook Area of Critical Environmental Concern und bietet mit seinen Wiesen, Nadelwäldern und ehemaligen Viehweiden einen Lebensraum für Helmspechte, Erlenschnäppertyrannen und Rotfüchse sowie für über 50 verschiedene Schmetterlingsarten.
Seinen Namen verdankt das Schutzgebiet einem dort befindlichen, 40 ft (12,2 m) hohen Kalk-Brennofen (englisch lime kiln) aus dem Jahr 1909, mit dem aus dem dort abgebauten Kalkstein unmittelbar vor Ort Baukalk produziert wurde. Noch heute zeugen Steinwälle und Drahtzäune von der Vergangenheit. Besuchern stehen 2 mi (3,2 km) Wanderwege zur Verfügung, die unter anderem einen guten Blick auf den Mount Everett bieten.